# Papinska ferula
Papinska ferula (latinski ferula, 'štap') je pastoralni štap koji koristi papa u Katoličkoj crkvi. To je šipka s kvrgom na vrhu nadvišenom križem. Razlikuje se od križa, štapa koji su nosili biskupi drugih latinskih crkava, koji je zakrivljen ili savijen na vrhu u stilu pastirskog kuka.